# 日本ガス協会

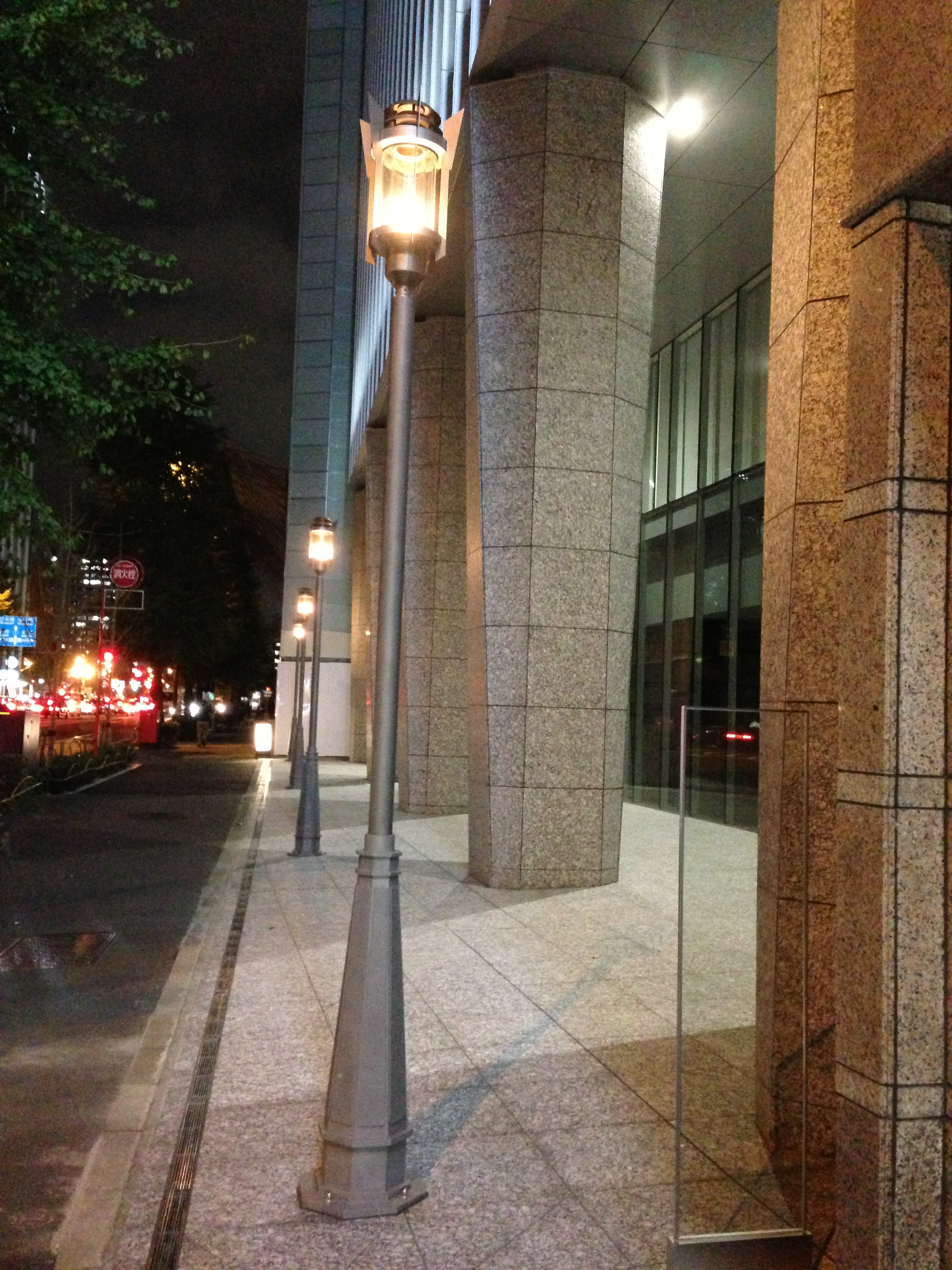
日本ガス協会ビル前のガス灯
（東京都港区）

一般社団法人日本ガス協会（にほんガスきょうかい、英: The Japan Gas Association）は、日本における都市ガスを供給する事業者（地方公営企業、ガス会社）からなる業界団体である。

## 概略
2022年9月現在、私営事業者182者、公営事業者18者、合計200事業者を正会員としている。
1947年（昭和22年）10月に設立。その後、1952年（昭和27年）6月に公益法人としての認可を得て社団法人となる。主要な都市ガスメーカーが会員数と取扱量が多く、出向者数も多い。公益法人制度改革に伴い、2011年4月1日より一般社団法人となるが2017年4月にガス小売り自由化に伴いこれまでの正会員に加え準会員を導入することにした。準会員の資格は、経済産業省にガス小売事業の登録、特定ガス導管事業の届出、ガス製造事業の届出のいずれかを完了している事業者が対象である。
天然ガスの普及促進を図るとともに、高カロリーガスへの統一、都市ガス利用技術の高度化、ガス保安の向上、事業広報、国際協力、ガスを活用したエネファームや冷暖房システム、天然ガス自動車等の普及促進を通して、環境にやさしいガス作りのためのPR活動、ロビー活動を行っている。
歴代の会長は東京ガスと大阪ガスから持ち回りで選出されているが、発足初期は東邦ガスや西部ガスから選出されたこともあった。

## 食育事業
ガスコンロの販売促進とアフターサービスの一環としてABCクッキングスタジオの一部スタジオにガスコンロを設置し、ガスコンロを利用した食育事業の他小学生向けの全国親子クッキングコンテストを実施し展開している。

## ウィズガス
『オール電化』に対抗し、2006年4月に誕生した日本ガス協会と全都市ガス事業者・液化石油ガス業界の統一したコンセプトワードで、原点に立ち戻り、“ガスのある暮らし”をアピールして電化思考に傾くユーザーを食い止めようという新たな決断のアピールワード。

## テレビ番組広報
各番組ともネットの各局ごとにその地域で比較的規模の大きいガス事業者のCM、および各都道府県にある都市ガス協会のCMが流れる。BS11では全国向けのCMを放送しており、全国向けのCMにはグッチ裕三を起用している。在阪局制作番組を提供することが多いため、CMを被せるタイミングによっては前後で大阪ガスのCMが一瞬映ることもある。

### テレビ朝日系
- ハーイあっこです
- クッキングパパ

この2作品は、協会のイメージキャラクターにも起用された。
- H2（以上朝日放送発・1995年10月 - 1996年3月）
- 必撮ビデオ!!あんたが主役（テレビ朝日発・1996年4月 - 9月）
- 超次元タイムボンバー（テレビ朝日発・1996年10月 - 1997年3月）

### 日本テレビ系
- 美味しんぼ（カウキャッチャー）
- 名探偵コナン（読売テレビ発・1997年4月 - 2015年3月。2008年10月 - 2009年3月までは「アニメ☆7」の前半スポンサーとして付いていた）
- NEWS ZERO（日本テレビ発・2007年4月 - 2008年3月）
- エンタの神様（日本テレビ発・2008年4月 - 2009年3月）

## イベント
『ウィズガス全国親子クッキングコンテスト』第1回は2007年7月から予選、2008年3月9日に全国大会が行われた。その後毎年開催されていたが、2020年以降コロナ禍により中止が相次ぎ、2023年1月に正式に終了が発表された。

## 組織

### 役員
| 協会役職 | 役員名   | 社名・役職             |
| -------- | -------- | ---------------------- |
| 会長     | 内田高史 | 東京ガス取締役会長     |
| 副会長   | 大槻博   | 北海道ガス取締役会長   |
| 副会長   | 冨成義郎 | 東邦ガス取締役会長     |
| 副会長   | 藤原正隆 | 大阪ガス取締役社長     |
| 副会長   | 道永幸典 | 西部ガス取締役会長     |
| 専務理事 | 早川光毅 | 日本ガス協会事務局長   |
| 常務理事 | 井上雅之 | 日本ガス協会副事務局長 |

### 歴代会長
| 代 | 氏名       | 期間                   | 出身会社 |
| -- | ---------- | ---------------------- | -------- |
| 1  | 都留信郎   | 1947年10月 - 1948年2月 | 東邦ガス |
| 2  | 山脇正次   | 1948年5月 - 1950年5月  | 西部ガス |
| 3  | 井口竹次郎 | 1950年5月 - 1955年5月  | 大阪ガス |
| 4  | 本田弘敏   | 1955年5月 - 1964年5月  | 東京ガス |
| 5  | 藤阪修美   | 1964年5月 - 1968年5月  | 大阪ガス |
| 6  | 安西浩     | 1968年5月 - 1986年5月  | 東京ガス |
| 7  | 大西正文   | 1986年5月 - 1992年5月  | 大阪ガス |
| 8  | 渡邉宏     | 1992年5月 - 1998年6月  | 東京ガス |
| 9  | 領木新一郎 | 1998年6月 - 2002年6月  | 大阪ガス |
| 10 | 安西邦夫   | 2002年6月 - 2006年6月  | 東京ガス |
| 11 | 野村明雄   | 2006年6月 - 2009年6月  | 大阪ガス |
| 12 | 市野紀生   | 2009年6月 - 2010年6月  | 東京ガス |
| 13 | 鳥原光憲   | 2010年9月 - 2013年6月  | 東京ガス |
| 14 | 尾崎裕     | 2013年6月 - 2016年6月  | 大阪ガス |
| 15 | 岡本毅     | 2016年6月 - 2018年6月  | 東京ガス |
| 16 | 広瀬道明   | 2018年6月 - 2021年3月  | 東京ガス |
| 17 | 本荘武宏   | 2021年4月 - 2024年3月  | 大阪ガス |
| 18 | 内田高史   | 2024年4月 - 現在       | 東京ガス |